# María Jesús San Segundo
Vous lisez un « article de qualité » labellisé en 2021.
San Segundo  Gómez de Cadiñanos est un nom espagnol. Le premier nom de famille, en général paternel, est San Segundo ; le second, en général maternel, souvent omis, est Gómez de Cadiñanos.
María Jesús San Segundo Gómez de Cadiñanos (/maˈɾia xeˈsus ˈsãn seˈɣũn̪do ˈɡomɛð ðe kaðiˈɲanos/) est une universitaire et femme politique espagnole née le 25 mars 1958 à Medina del Campo (province de Valladolid) et morte le 17 décembre 2010 à Madrid.
Après des diplômes en économie obtenus en Espagne et aux États-Unis, elle participe à la fondation de l'université Charles-III de Madrid, où elle devient une spécialiste en économie de l'éducation. Elle est vice-rectrice de l'établissement entre 2000 et 2004, et s'engage sur le sujet du financement du système d'enseignement supérieur. En 2002, elle est élue par le Congrès des députés membre du conseil de coordination universitaire, sur proposition du Parti socialiste ouvrier espagnol (PSOE).
Elle intègre en janvier 2004 le comité consultatif mis en place par le secrétaire général du PSOE José Luis Rodríguez Zapatero pour sa campagne des élections législatives et sénatoriales mais refuse d'occuper la deuxième place de sa liste dans la circonscription de Madrid. À la suite du scrutin, elle est nommée en avril ministre de l'Éducation et de la Science.
À ce poste, elle promeut une importante réforme du système éducatif, marquée par une opposition du Parti populaire (PP), de l'Église catholique et d'une partie des parents d'élèves, ces derniers organisant une manifestation géante à Madrid pour marquer leur rejet du projet de loi. Le texte est finalement adopté en avril 2006 avec le soutien des socialistes et des partis nationalistes, après des négociations menées principalement par le chef de file du PSOE au Congrès, Alfredo Pérez Rubalcaba.
Elle est remerciée du gouvernement au lendemain de l'adoption de la loi sur l'éducation, victime de son manque de présence dans les médias et de ses difficultés à mener à bien ses projets. Elle cède sa place à Mercedes Cabrera et devient en juillet 2006 ambassadrice auprès de l'Unesco. Elle préside trois ans plus tard la 33e session du comité du patrimoine mondial à Séville.
Relevée de ses fonctions diplomatiques en novembre 2010, elle meurt un mois plus tard, à 52 ans. Elle est décorée à titre posthume de l'ordre d'Alphonse X le Sage par le ministre de l'Éducation d'alors, Ángel Gabilondo.

## Études universitaires
María Jesús San Segundo Gómez de Cadiñanos naît le 25 mars 1958 à Medina del Campo, dans la province de Valladolid, en Espagne. Elle a une sœur, prénommée Elena, et grandit à Burgos jusqu'à ses 17 ans. Elle est célibataire et sans enfant.
Elle obtient une licence en sciences économiques à l'université du Pays basque (UPV) en 1980, recevant le prix national de fin d'études. Bénéficiant d'une bourse d'études, elle réussit deux ans plus tard un master en économie à l'université de Princeton.
Elle y passe avec succès en 1985 un doctorat en économie, après avoir soutenu avec succès sa thèse, intitulée « Empirical Studies of Quality of Schooling », ayant pu bénéficier entre 1982 et 1984 d'une bourse du centre de formation de la Banque d'Espagne,. Elle est la première Espagnole à recevoir un tel diplôme à Princeton.

## Carrière académique

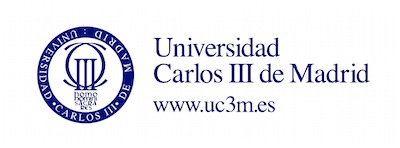
Logo de l'université Charles-III de Madrid.

María Jesús San Segundo revient en Espagne en 1985 et devient professeure titulaire d'économie, d'abord à l'université du Pays basque, puis au sein de l'université Charles-III de Madrid (UC3M) à compter de 1989. Elle participe ainsi à la mise en service de ce tout nouvel établissement d'enseignement supérieur, créant l'un des tout premiers masters spécialisés en économie de l'éducation du pays.
Elle est désignée en 2000 vice-rectrice de l'université Charles-III déléguée aux Étudiants dans l'équipe de direction du recteur Gregorio Peces-Barba, et prend pour deux ans la présidence de l’Association d'économie de l'éducation,. En 2003, elle est nommée vice-rectrice déléguée à la Convergence européenne. Elle abandonne ses fonctions le 8 janvier 2004, dans la perspective d'entreprendre un parcours en politique à l'approche des élections générales.
Elle s'engage fortement sur la question du financement public des universités. Après avoir défendu en novembre 1997 la nécessité d'adopter en Espagne des mesures de diversification des sources de financement, par exemple en créant des laboratoires conjoints avec le secteur privé, elle corédige en juillet 2002 un rapport présenté par la Conférence des recteurs des universités espagnoles (CRUE) concernant le budget public alloué aux universités, dans lequel elle remarque que les aides financières concernent seulement 15,4 % des étudiants, contre près de 40 % au niveau européen, ce qui lui fait craindre que « cela puisse freiner l'accès de certains à l'enseignement supérieur ». Quinze mois plus tard, elle coordonne au nom de la CRUE un groupe de spécialistes en économie de l'éducation, qui publie un rapport démontrant le mauvais état des finances universitaires malgré les dispositifs mis en place alors que deux rapports, remis à la fin des années 1990, proposaient déjà des pistes et solutions pour rendre le système de financement de l'enseignement supérieur plus efficient et plus équitable.

## Collaboratrice politique et membre du conseil universitaire
María Jesús San Segundo travaille entre 1994 et 1996 comme conseillère technique du secrétaire d'État à l'Enseignement supérieur. Elle s'occupe plus spécifiquement de la question des universités, à une période où le conseil des universités — qui rassemble le gouvernement de l'État et les dix-sept communautés autonomes — travaille sur ce qui deviendra le rapport relatif au financement de l'enseignement supérieur.
Le 30 mai 2002, trois jours après avoir été approuvée par la commission consultative des nominations, elle est élue, à bulletins secrets, avec six autres personnes, membre du conseil de coordination universitaire par le Congrès des députés sur proposition du Parti socialiste ouvrier espagnol (PSOE), au sein duquel elle ne milite pas, remportant 273 voix favorables au cours d'un vote transpartisan,.

## Ministre de l'Éducation

### Conseillère de José Luis Rodríguez Zapatero

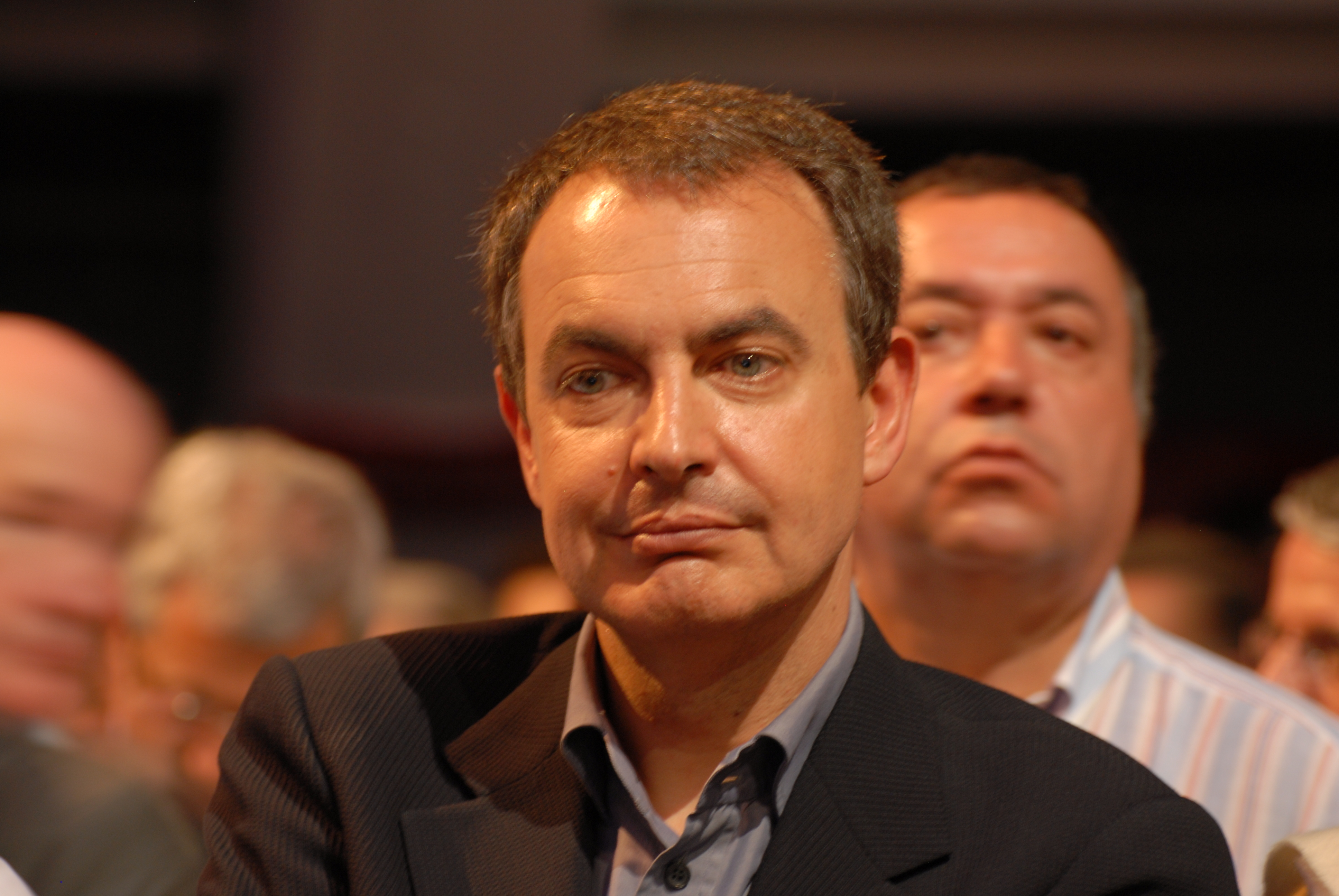
María Jesús San Segundo fait partie en janvier 2004 du comité consultatif mis en place par José Luis Rodríguez Zapatero pour les élections générales.

#### Numéro deux pressentie aux élections générales
Dans la perspective des élections générales du 14 mars 2004, le secrétaire général du PSOE, José Luis Rodríguez Zapatero, tête de liste des candidats socialistes dans la circonscription de Madrid, souhaite proposer la deuxième place à une femme représentative d'un secteur dynamique de la société espagnole. Parmi les noms qu'il retient se trouve celui de María Jesús San Segundo. Le recteur de l'UC3M et ancien président du Congrès des députés, Gregorio Peces-Barba, explique publiquement que le chef de file socialiste entend souligner par ce choix son respect envers le monde académique. Il précise aussi que la potentielle colistière préfèrerait toutefois occuper un poste moins exposé.
La commission exécutive régionale de la Fédération socialiste madrilène-PSOE (FSM-PSOE) adopte ainsi sa liste de candidats aux élections générales le 8 janvier 2004 en laissant la deuxième place vacante pour que José Luis Rodríguez Zapatero puisse incorporer la personnalité de son choix. Trois jours plus tard et de manière inattendue, María Jesús San Segundo refuse finalement cette proposition, alléguant de motifs personnels, et la place revient en définitive à une autre universitaire, la professeure des universités Mercedes Cabrera.

#### Membre du comité consultatif de la campagne
Ce même 8 janvier, José Luis Rodríguez Zapatero annonce la composition d'un « comité de notables », à qui il confie la mission de réfléchir sur son modèle de gouvernance, les premières mesures à prendre en cas de victoire aux élections, la future structure institutionnelle et un code éthique pour la haute administration. María Jesús San Segundo fait partie de cette équipe au même titre que Gregorio Peces-Barba. S'ils sont les seuls représentants du monde académique et tous deux issus de la direction de l'UC3M, elle est choisie en raison de son profil de professionnelle compétente et de travailleuse infatigable. Le secrétaire général du PSOE affirme qu'« il ne s'agit ni d'un embryon de gouvernement, ni d'un cabinet fantôme » mais reconnaît qu'en cas de victoire, « certains seront ministres ».
Après que le Parti socialiste a remporté la majorité relative au Congrès des députés lors du scrutin, José Luis Rodríguez Zapatero commence à former son gouvernement. Dans les premiers jours qui suivent la tenue des élections, le nom de María Jesús San Segundo est donné comme certain pour occuper le ministère de l'Éducation, qui sera de nouveau séparé du ministère de la Culture,,.

### Nomination et prise de fonction

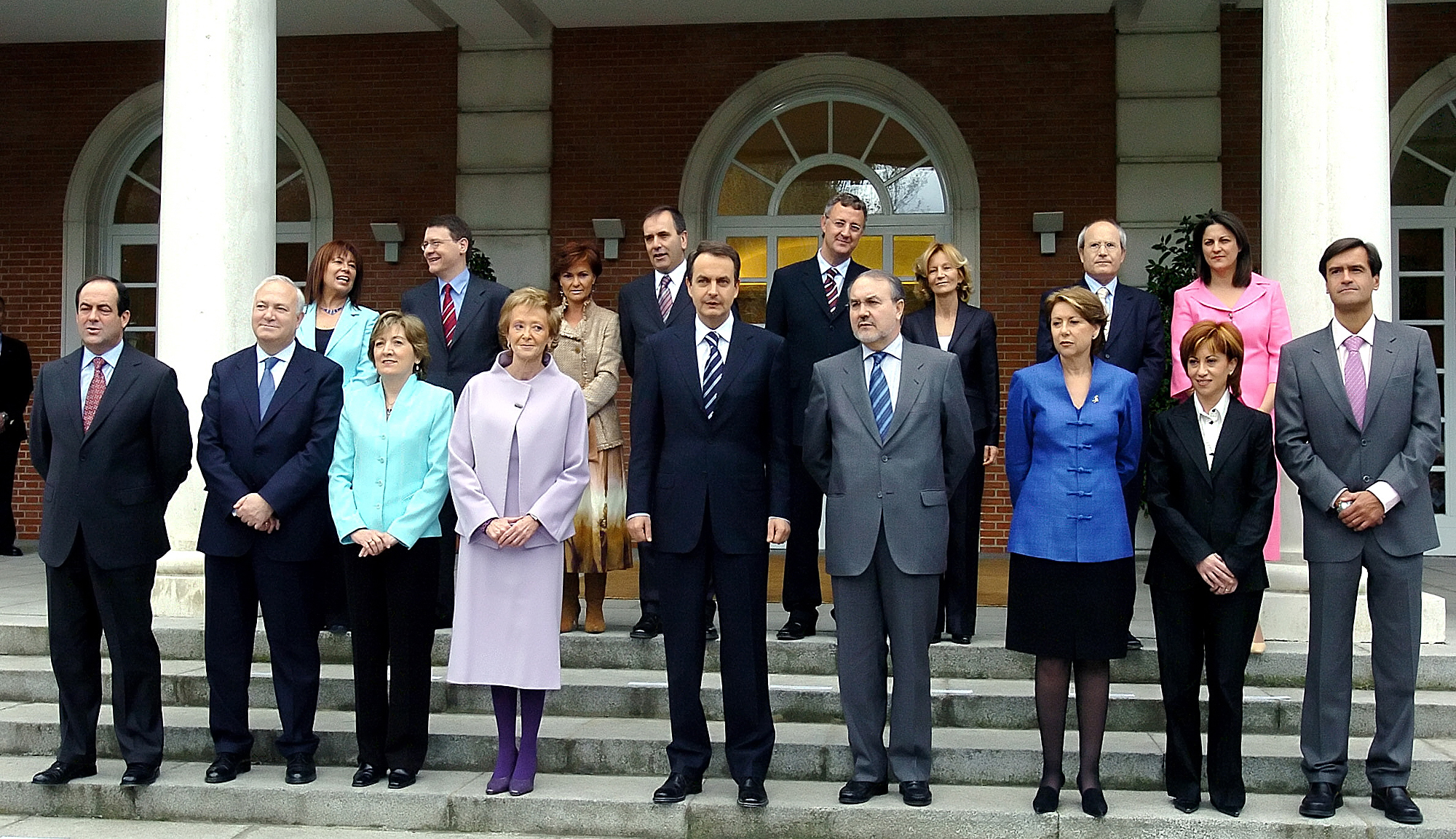
María Jesús San Segundo est nommée ministre de l'Éducation en avril 2004 dans le gouvernement Zapatero.

Le 18 avril, María Jesús San Segundo est effectivement nommée ministre de l'Éducation et de la Science du gouvernement Zapatero I, le ministère retrouvant la dénomination qui était la sienne avant l'arrivée du Parti populaire au pouvoir huit ans plus tôt. Elle assumera notamment la coordination de la politique scientifique et technologique — que lorgnait le ministre de l'Industrie José Montilla, une perspective qui inquiétait le monde de la recherche — et des organismes publics de la recherche scientifique. Elle est assermentée ce même jour devant le roi Juan Carlos Ier puis participe à la passation de pouvoirs avec sa prédécesseure, la ministre de l'Éducation, de la Culture et des Sports Pilar del Castillo.
Dans son discours de prise de fonction, prononcé le lendemain devant les hauts fonctionnaires du ministère et des personnalités du monde de l'éducation, elle ne fait nullement référence à la loi organique relative à la qualité de l'enseignement (LOCE) — que José Luis Rodríguez Zapatero a annoncé son intention de remplacer lors de son discours d'investiture devant les députés — et indique vouloir respecter le fonctionnement décentralisé du système éducatif et chercher le consensus politique et social dans son action,.
À l'occasion du premier Conseil des ministres, le 20 avril, elle nomme Salvador Ordóñez comme secrétaire d'État à l'Enseignement supérieur et à la Recherche, Jaime Lissavetzky en tant que président du Conseil supérieur des Sports, Salvador Barberà au poste de secrétaire général de la Politique scientifique et technologique, et Alejandro Tiana en qualité de secrétaire général de l'Éducation.

### Réforme éducative

#### Suspension de la LOCE
Au lendemain de l'assermentation de María Jesús San Segundo, la coordonnatrice de la Participation du Parti populaire Ana Pastor réunit les conseillers à l'Éducation des communautés autonomes que le parti dirige pour leur ordonner de ne pas suspendre la mise en application de la loi organique relative à la qualité de l'enseignement et demander une réunion d'urgence de la conférence sectorielle de l'Éducation,. Le 20 avril, la conférence épiscopale remet un courrier à tous les diocèses à lire lors de la prochaine messe pour qu'ils rappellent aux parents qu'inscrire leurs enfants en cours d'éducation religieuse est une obligation, alors que la première vice-présidente du gouvernement María Teresa Fernández de la Vega vient d'annoncer qu'un prochain Conseil des ministres examinerait un rapport de la ministre de l'Éducation relatif à la réforme de la LOCE.
Au cours du Conseil des ministres du 30 avril, María Jesús San Segundo propose de suspendre la création de filières thématiques en troisième et quatrième année d'enseignement secondaire, l'obligation de suivre des cours d'éducation religieuse ou de fait religieux — qui resteront proposés en option — ainsi que l'implantation des épreuves écrites du baccalauréat, sans pour autant remettre en cause les rattrapages et redoublements dans le secondaire, considérant que les filières dans le secondaire risqueraient de constituer « une ségrégation » et que les épreuves finales du bac feraient doublon avec les examens d'accès à l'université. Elle présente son projet de décret lors d'une séance de la conférence sectorielle de l'Éducation le 17 mai, indiquant que seules des mesures pas encore mises en application sont concernées et qu'elle souhaite le voir approuvé en Conseil des ministres avant la fin du mois. Elle justifie cette suspension pendant au moins deux ans par la volonté de dégager un consensus, par exemple sur l'utilité et l'âge de déclenchement de la répartition des élèves du secondaire en filière. Elle reçoit le soutien de toutes les communautés autonomes, à l'exception de celles gouvernées par le Parti populaire, qui souligne que ce décret est en contradiction avec la volonté de dialogue affichée par l'exécutif.
Le décret est effectivement adopté en Conseil des ministres le 28 mai, alors que María Jesús San Segundo participe à un Conseil des ministres européen, d'où elle propose « un débat serein, tranquille et non-excluant » sur la réforme éducative. Attaqué devant le Tribunal suprême par les gouvernements de la Communauté valencienne, de la région de Murcie, de la Castille-et-León, de La Rioja, de la Galice, de la communauté de Madrid et des îles Baléares une semaine plus tard, le décret est confirmé le 8 juillet par la justice.

#### Élaboration de la LOE
María Jesús San Segundo présente le 30 mars 2005 aux dix-sept conseillers à l'Éducation une version de travail du projet de loi organique relative à l'éducation (LOE). Le texte doit abroger la quasi-totalité des lois éducatives adoptées depuis l'avènement de la démocratie, vise à combattre l'échec scolaire en offrant une attention personnalisée aux élèves et poursuit comme objectifs la maîtrise les bases en lecture, écriture et mathématiques par l'ensemble de la population, l'instauration d'un modèle éducatif fondé « sur la coopération territoriale » et l'amélioration des dispositifs de formation tout au long de la vie,. Dans le détail, le cours d'éducation religieuse est rendu optionnel, la matière d'éducation à la citoyenneté est créée dans le secondaire, l'informatique et une langue étrangère doivent être enseignées à partie de cinq ans, les épreuves terminales du baccalauréat sont supprimées et le redoublement dans le secondaire est obligatoire à partir de quatre matières où la moyenne est inférieure à 10.
Le texte est critiqué par les deux principaux syndicats d'enseignants pour sa timidité en matière de cours de religion et l'absence de consensus, tandis que les fédérations de parents d'élèves se divisent : la Confédération catholique nationale des parents d'élèves (CONCAPA) considère que le projet apporte peu de nouveautés et la Confédération espagnole des associations de pères et mères d'élèves (CEAPA) qu'il fait entrer l'éducation espagnole dans le XXIe siècle. Pour Ana Pastor, secrétaire au Bien-être social du Parti populaire, la LOE réduit la liberté des parents du choix de l'école de leurs enfants, ne structure pas le système éducatif, appauvrit l'enseignement secondaire et le baccalauréat, représentant « une loi de régression » qui va faire perdre une législature dans le domaine éducatif.
La ministre rend public le 31 mai suivant l'étude d'impact budgétaire de l'avant-projet de loi, qui prévoit 6,1 milliards € de dépenses supplémentaires d'ici 2010 afin d'appliquer l'ensemble des mesures prévues par la LOE et que l'État prendra en charge à hauteur de 55 à 60 %, le reste revenant aux communautés autonomes. Les principaux postes de dépenses concerneront la gratuité de l'enseignement primaire et l'augmentation des allocations sociales. Elle précise que son ministère financera l'intégralité de ces deux mesures ainsi que la retraite anticipée des enseignants. La conférence sectorielle de l'Éducation qui se réunit deux jours plus tard est l'occasion d'un esclandre des conseillers à l'Éducation du Parti populaire, qui quittent la réunion quelques minutes après son lancement pour tenir une conférence de presse aux côtés d'Ana Pastor, qui dénonce cette étude d'impact comme insincère et pas sérieuse, María Jesús San Segundo qualifiant une telle attitude d'impolie et remarquant que la loi organique relative à la qualité de l'enseignement ne comprenait aucune forme d'étude d'impact.
Après les avis critiques émis en mai 2005 par le conseil scolaire de l'État,, puis par le Conseil d'État en juillet, la ministre évoque des « suggestions utiles » qui seront « étudiées en détail » tandis qu'Ana Pastor l'appelle à retirer son texte,.

#### Contestation du projet de loi
Le projet de loi organique relative à l'éducation est formellement adopté par le Conseil des ministres du 22 juillet 2005. Lors de la conférence de presse subséquente, María Jesús San Segundo qualifie la future LOE de « projet le plus ambitieux jamais réalisé », soulignant les six milliards d'euros prévus par l'étude d'impact budgétaire, disposition qui constitue l'une des principales nouveautés de ce texte. Elle explique que poursuivre l'objectif d'« améliorer les résultats des élèves » appelle à « améliorer les ressources » et insiste sur « la coresponsabilité de toutes les administrations ». Pour elle, « l'Espagne partait avec un système éducatif blessé » et cette nouvelle loi éducative « simplifie et clarifie » le droit en vigueur. Parmi les changements par rapport à l'avant-projet, les communautés autonomes obtiennent la liberté de choisir si un élève qui n'atteint pas la moyenne dans trois matières du secondaire doit redoubler ou non, si elles organisent des rattrapages en septembre pour les trois premières années du secondaire, si elles peuvent diviser les classes en groupes pour l'enseignement de certaines matières, et si les fonds pour la gratuité du primaire doivent aller à l'école publique ou privée sous contrat.
À l'appel du Syndicat des étudiants, classé à gauche, des manifestations se tiennent à Madrid, Barcelone ou Valence se tiennent le 8 novembre pour revendiquer l'école publique et laïque, mal défendue selon lui dans le projet de loi.
Le 12 novembre suivant, des centaines de milliers de personnes défilent dans les rues de la capitale au cours d'une manifestation convoquée par la Confédération des parents catholiques et soutenue par la conférence épiscopale aux slogans de « Contre l'échec scolaire, non à la LOE » et « Un pacte national pour une éducation de qualité en liberté »,. En réaction, la ministre évoque des craintes « infondées » et une loi « exigeante, rigoureuse et optimiste » qui respecte la Constitution, les droits de tous et défend un avenir meilleur « pour tous les jeunes et chacun d'entre eux ». Les organisateurs appellent deux jours plus tard à sa démission et au retrait du projet de loi, qui vient de début son parcours parlementaire.
En réponse à l'annonce par le président du Parti populaire Mariano Rajoy de son intention de déposer un amendement de rédaction alternative à l'ensemble du texte, elle affirme le 8 octobre que le gouvernement n'a pas l'intention de cesser de travailler pour l'éducation dans toute l'Espagne et que l'existence à ce moment-là d'un débat très conflictuel sur l'autonomie de la Catalogne « n'est pas une excuse pour ne pas chercher à trouver un accord [sur la réforme éducative] que la société espagnole nous demande ». L'amendement alternatif est repoussé lors de la première discussion parlementaire, le 3 novembre, tout comme la motion de rejet déposé par Convergence et Union (CiU), à l'issue d'un débat au cours duquel María Jesús San Segundo défend son projet de loi, notamment son caractère progressiste, et la complémentarité entre école publique et privée sous contrat.

#### Négociations et adoption
María Jesús San Segundo participe le 17 novembre à une rencontre organisée par le président du gouvernement José Luis Rodríguez Zapatero au palais de la Moncloa avec les organisateurs de la manifestation géante tenue cinq jours plus tôt. La veille, les négociations parlementaires avaient été engagées par le porte-parole du groupe socialiste au Congrès des députés Alfredo Pérez Rubalcaba. Lors de cette réunion, la ministre adopte une attitude de réserve absolue, ne saluant pas les interlocuteurs du gouvernement et ne s'exprimant qu'à la demande expresse de José Luis Rodríguez Zapatero, qui semble pour sa part découvrir le contenu du projet de loi, tandis que l'exécutif se dit prêt à discuter de ce contenu, à l'exception de la place des cours de religion, qui doivent rester facultatifs.
Le projet de loi organique est adopté en commission de l'Éducation et de la Science le 29 novembre après le vote de plusieurs amendements. María Jesús San Segundo évoque des changements « très positifs » et affirme avoir cédé « sur tous les points qui permettaient une posture flexible ». En séance plénière du 15 décembre, le Congrès des députés adopte en première lecture le projet de loi organique relative à l'éducation avec la seule opposition du PP et l'abstention du Bloc nationaliste galicien (BNG), de la Chunta Aragonesista (CHA), de Nafarroa Bai (NaBai) et de la Gauche unie, après que María Jesús San Segundo a défendu devant les députés que « nous pouvons améliorer le système, et c'est ce que nous allons faire » grâce à cette future loi.
Le Sénat ayant adopté dans la nuit du 22 mars 2006 une version amendée du projet de loi organique qui rétablit l'enseignement religieux avec une alternative non-confessionnelle et supprime l'éducation à la citoyenneté dans l'enseignement primaire, le texte revient au Congrès des députés où il est adopté le 6 avril sans le soutien de Convergence et Union — qui avait voté favorablement en première lecture dans les deux assemblées — en raison d'un désaccord sur la composition du conseil d'école dans l'enseignement privé sous contrat.

## Après le gouvernement

### Remplacement inattendu

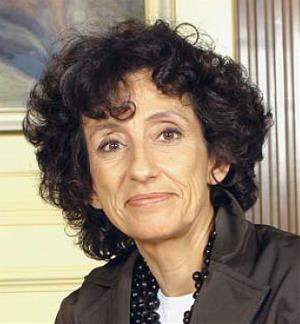
María Jesús San Segundo est remplacée en avril 2006 par Mercedes Cabrera.

À peine quelques heures après le vote de la loi, le président du gouvernement José Luis Rodríguez Zapatero informe María Jesús San Segundo qu'il a l'intention de la remplacer. L'information est rendue publique un jour plus tard, le 7 avril, par le chef de l'exécutif, qui annonce un véritable remaniement ministériel en raison de la démission du ministre de la Défense José Bono et de l'intégration du porte-parole parlementaire du groupe socialiste, Alfredo Pérez Rubalcaba, tandis que la ministre de l'Éducation cède ses fonctions à Mercedes Cabrera, présidente de la commission de l'Éducation du Congrès des députés.
Son absence d'existence médiatique, son manque de relations fluides avec le monde de l'éducation, la mauvaise coordination du travail de son ministère dans le secteur de l'enseignement supérieur et de la recherche et son incapacité à assurer elle-même les négociations autour de la LOE sont avancées pour justifier son départ,. José Luis Rodríguez Zapatero salue le « travail intense » mené par la ministre sortante, qui réagit en affirmant que cela a été « un honneur d'être membre du gouvernement espagnol » et qu'elle s'est sentie « soutenue humainement et techniquement ».
Le secrétaire d'État à la Communication Fernando Moraleda précise le 10 avril que la décision du président du gouvernement a été prise en accord avec María Jesús San Segundo, qui l'avait informé oralement de sa volonté de quitter ses fonctions. La passation de pouvoirs avec Mercedes Cabrera a lieu le lendemain au siège du ministère. Le Conseil des ministres du 21 avril 2006 la fait grand-croix de l'ordre de Charles III.

### Ambassadrice à l'Unesco
En Conseil des ministres du 28 juillet 2006, María Jesús San Segundo est nommée ambassadrice, déléguée permanente auprès de l'Organisation des Nations unies pour l'éducation, la science et la culture (Unesco). Trois ans plus tard, dans la mesure où l'Espagne prend la présidence annuelle du comité du patrimoine mondial, il lui revient de diriger les travaux de la 33e session de cette instance lors de sa réunion de Séville, en juin 2009. C'est à ce titre qu'elle annonce que Dresde est retirée de la liste du patrimoine mondial en raison de sa volonté de construire le pont de Waldschlösschen. Elle est relevée de ses fonctions le 16 novembre 2010 et retourne enseigner à l'université Charles-III de Madrid.

## Mort

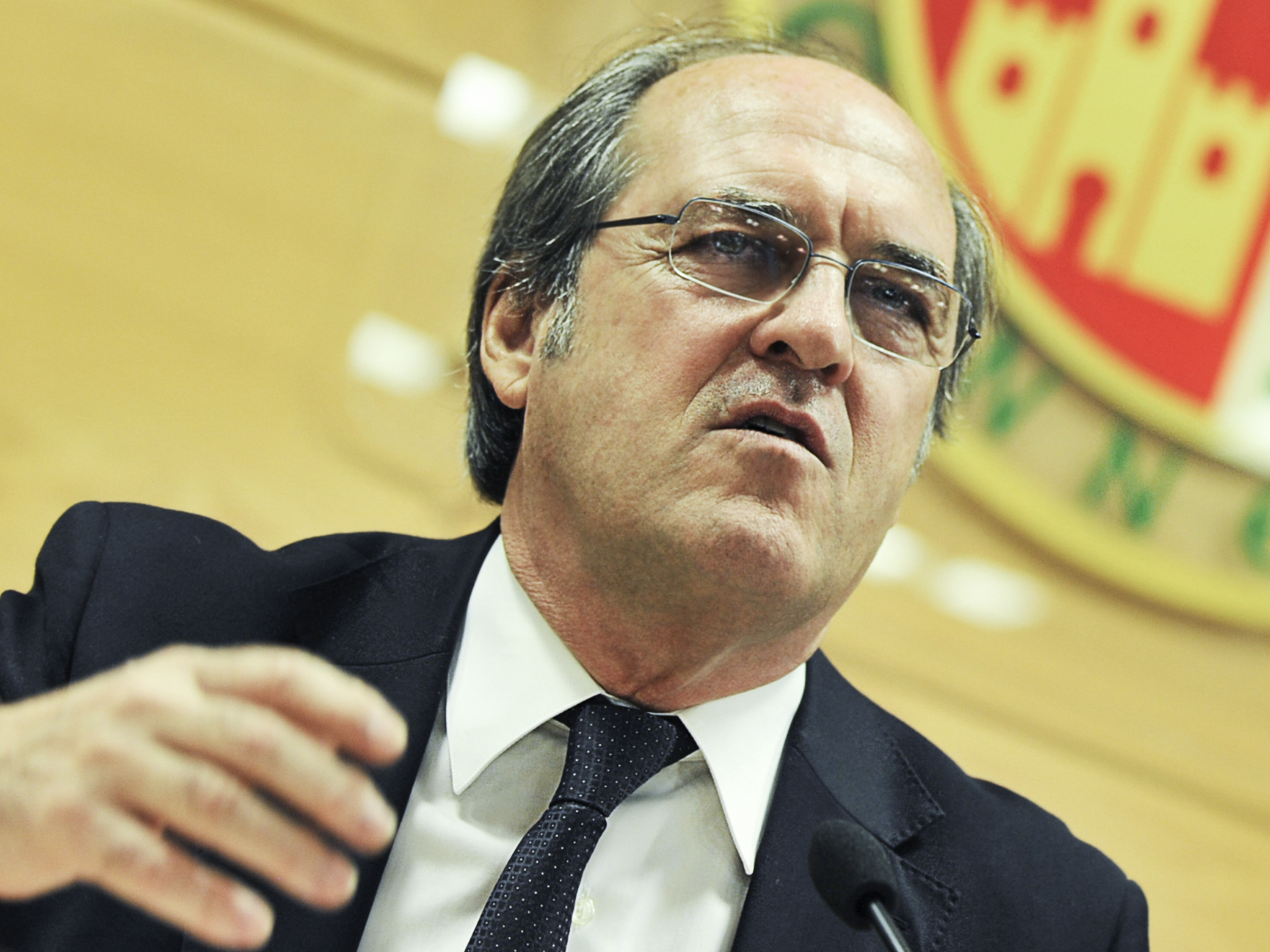
Ángel Gabilondo décerne l'ordre d'Alphonse X le Sage à María Jesús San Segundo à titre posthume.

María Jesús San Segundo meurt le 17 décembre 2010 à Madrid, à l'âge de 52 ans, des suites d'une longue maladie. Le ministre de l'Éducation Ángel Gabilondo se rend à la chapelle ardente, dressée à Tres Cantos, afin de présenter ses condoléances aux proches à la suite de la réunion du Conseil des ministres qui se tient le même jour. José Luis Rodríguez Zapatero et le président du Parti populaire Mariano Rajoy lui rendent également hommage,. Le Parti socialiste de Castille-et-León-PSOE et le Parti populaire de Castille-et-León saluent sa mémoire, de même que les syndicats enseignants et les associations de parents d'élèves, y compris celle qui s'était opposée à la LOE.
L'université Charles-III organise une commémoration, en présence notamment de son ancien recteur Gregorio Peces-Barba au début du mois de février 2011. Ángel Gabilondo annonce le 10 mars suivant qu'il la fait grand-croix de l'ordre d'Alphonse X le Sage à titre posthume. Il qualifie cette décision d'« acte de reconnaissance et d'affection » pour une personne « qui a toujours fait preuve d'engagement pour l'éducation, de proximité avec la communauté éducative » et « une excellente chercheuse ».

## Décorations
- Grand-croix de l'ordre d'Alphonse X le Sage (Espagne)
- Grand-croix de l'ordre de Charles III (Espagne)